# نادي بايون
نادي بايون (بالفرنسية: Aviron Bayonnais Football Club)‏ نادي كرة قدم فرنسي يلعب في دوري الدرجة الوطنية. تم تأسيس النادي في سنة 1935.